# Cecílio de Elvira
São Cecílio de Elvira ou de Ilíberis foi um santo da Igreja Católica que é considerado um mártir, que viveu no século I ou II d.C. na cidade romana de Elvira (Ilíberis), tradicionalmente considerada a antecessora da atual Granada, no sul de Espanha.
Segundo a tradição cristã medieval, relatada na lenda dos sete varões apostólicos (Sete Apóstolos de Espanha) e no Códice Emilianense, documentos do século X baseados em textos mais antigo, foi um dos sete varões apostólicos, discípulos do apóstolo Santiago Maior que foram enviados para evangelizar Hispânia por São Pedro e São Paulo. É considerado o primeiro bispo de Ilíberis e desde o final do século XVI é venerado como padroeiro de Granada e da sua arquidiocese.
Depois da Reconquista cristã em 1492, baseando-se na tradição medieval e procurando ligar a nova igreja de Granada com as suas origens mais remotas na comunidade cristã de Ilíberis, uma das primeiras paróquias criadas na cidade foi a de São Cecílio, embora se venerasse como padroeiro São Gregório Bético (ou de Elvira). Entre 1588 e 1599 foram descobertas na base da Torre Turpiana e no Sacromonte — então chamado monte de Valparaiso — uma série de relíquias, entre elas as supostas cinzas de São Cecílio, uma inscrição que indicava que o seu martírio tinha ocorrido no monte Ilipulitano no segundo ano do reinado de Nero (r. 54–68) e os chamados livros plúmbeos. Estes achados extraordinários intensificaram a devoção e o culto ao bispo santo em Granada e deram nome ao bairro do Sacromonte.
A autenticidade dos achados foi questionada, considerados atualmente uma falsificação  da comunidade mourisca para tentar evitar a expulsão que acabaria por acontecer em 1609, foi objeto de polémica até que um concílio local os declarou que as relíquias eram autênticas. Os livros plúmbeos, considerados falsos pelo historiador Luis Tribaldos de Toledo (1558–1636), depois de numerosas vicissitudes, foram finalmente declarados falsos em 1682 por um breve apostólico do Papa Inocêncio. Devido aos achados, a festa litúrgica de São Cecílio foi mudado de 15 de maio, dia em que se celebrava em conjunto com os outros seis varões apostólicos, para 1 de fevereiro, a dia do martírio segundo as inscrições encontradas. Para venerar as relíquias dfoi fundado, por iniciativa do arcebispo de Granada Pedro de Castro, a Abadia do Sacromonte. Embora a proclamação oficial como padroeiro só tenha ocorrido em 1646 pelo arcebispo de Granada Martín Carrillo Alderete e pelo papa em 1703, desde então que São Cecílio passou a ser considerado o padroeiro de Granada e da sua arquidiocese.

## Veneração
A romaria de São Cecílio, que tem lugar todos os anos no primeiro domingo de fevereiro no Sacromonte, congregando milhares de pessoas, é uma das festividades católicas mais importantes de Granada. A romaria e a Abadia do Sacromonte são os principais instrumentos para a preservação, propagação e disseminação da lenda de São Cecílio, com a qual a cidade procurou redefinir a sua entidade histórica no século XVII, substituindo o seu passado muçulmano através dos registos supostamente redescobertos das suas origens cristãs.
Segundo a lenda, as catacumbas do Sacromonte, conhecidas como Santas Cuevas ("santas grutas"), que se encontram no recinto da Abadia do Sacromonte, são o lugar onde São Cecílio foi martirizado. Na abadia são conservadas as supostas relíquias de São Cecílio, onze ossos de outos santos, cinzas e o forno onde se acredita que eles foram incinerados. Também são ali conservadas as placas de chumbo com inscrições conhecidas como os livros plúmbeos.